# 파트리시오 카이세도
파트리시오 카이세도 리시아가(스페인어: Patricio Caicedo Liciaga; 1899년 2월 6일 ~ 1981년 9월 8일)는 스페인의 전 축구 선수이자 감독이다.

## 경력
빌바오 출신인 카이세도는 선수 시절 미드필더로 활약하였다.
그는 감독으로서 에스파뇰, 아틀레틱 빌바오, 사라고사, 마요르카, 무르시아, 세비야, 오비에도, 라스 팔마스, 에르쿨레스, 그리고 지로나를 지도하였다.